# Stine den plettede so
|  | Denne artikel er oprettet af botten PalnaBot ud fra en ekstern database. Den kan derfor have sproglige fejl eller mangler. Denne skabelon kan fjernes efter kontrol af indholdet. |

Stine den plettede so er en børnefilm instrueret af Adam Schmedes efter manuskript af Dorthe Rosenørn Schmedes og Peter I. Lauridsen.

## Handling
Stine er en økologisk gris, der har sit eget hus på marken. En sommerdag føder hun 12 små pattegrise. De har en sjov leg med at løbe hurtigt rundt efter hinanden. De er også nysgerrige, og en af hendes pattegrise stikker af og farer vild. Sidst på sommeren skal Stine op på gården og parre sig med ornen igen. De små grise kommer i stald og bliver fedet op. Stine er gravid igen og flytter tilbage på marken, der nu er dækket af sne.